# Нада Петричевић
Нада Петрићевић (Београд, 28. јун 1934) је југословенска и српска филмска и позоришна глумица.

## Филмографија
|                | 1970 | Укупно |
| -------------- | ---- | ------ |
| ТВ серија      | 4    | 4      |
| ТВ кратки филм | 1    | 1      |
| Укупно         | 5    | 5      |

| Год.  | Назив                                    | Улога \|- style="background: Lavender; text-align:center; " | 1970.-те | 1970.-те | 1970.-те | 1970.-те |
| 1971. | Леваци ТВ серија                         | Моцина ћерка Соња                                           |          |          |          |          |
| 1971. | Чеп који не пропушта воду ТВ кратки филм | /                                                           |          |          |          |          |
| 1972. | Мајстори ТВ серија                       | Жаклина                                                     |          |          |          |          |
| 1973. | Позориште у кући ТВ серија               | Гошћа на матури / Олгина пријатељица                        |          |          |          |          |
| 1975. | Отписани ТВ серија                       | Женска                                                      |          |          |          |          |